# Klaus Poenicke
Klaus Poenicke (* 28. Januar 1931 in Berlin; † 20. Januar 2006 in Hohenfurch) war ein deutscher Amerikanist und Professor für amerikanische Literaturgeschichte.

## Leben und Wirken
Klaus Poenicke studierte Anglistik und Romanistik an der Freien Universität Berlin. Dort promovierte er 1957 mit einer Dissertation über den amerikanischen Schriftsteller Robert Penn Warren. Die beiden Staatsexamen für den höheren Schuldienst legte er 1958 und 1960 ab. Zunächst war Poenicke seit 1960 als wissenschaftlicher Assistent an der FU Berlin tätig, ab 1964 als Akademischer Rat. Als Stipendiat hielt er sich von 1964 bis 1966 an der Yale University auf. Im Jahre 1968 wurde er dann auf eine ordentliche Professur für amerikanische Literaturgeschichte an der Universität München berufen.
Neben wissenschaftlichen Arbeiten zur neueren amerikanischen Literaturgeschichte veröffentlichte Poenicke Leitfäden zur wissenschaftlichen Arbeit.

## Veröffentlichungen (Auswahl)
- Robert Penn Warren. Kunstwerk und kritische Theorie (= Jahrbuch für Amerikastudien, Beihefte, Bd. 4). Winter, Heidelberg 1959 (= Dissertation Freie Universität Berlin).
- Das wissenschaftliche Manuskript. Materialsammlung u. Gestaltung von Manuskripten für Univ. u. Verl. 3. Aufl. Langenscheidt, Berlin 1966.
- Dark sublime. Raum und Selbst in der amerikanischen Romantik (= Jahrbuch für Amerikastudien, Beihefte, Bd. 36). Winter, Heidelberg 1972, ISBN 3-533-02174-2.
- Der amerikanische Naturalismus. Crane, Norris, Dreiser (= Erträge der Forschung, Bd. 167). Wissenschaftliche Buchgesellschaft, Darmstadt 1982, ISBN 3-534-08123-4.
- Die Krise der 'Wachstumsgesellschaft' und das Heilsangebot der Ökologie. Eine Umschau. In: Amerikastudien, Bd. 32 (1987), H. 3 (Sonderheft "Zurück zu (welche)r Natur?), S. 237–260.
- Duden – Wie verfaßt man wissenschaftliche Arbeiten? Ein Leitfaden vom ersten Studiensemester bis zur Promotion. 2. Aufl. Dudenverlag, Mannheim u. a. 1988, ISBN 3-411-02751-7.
- Duden - die schriftliche Arbeit. Materialsammlung und Manuskriptgestaltung für Fach-, Seminar- und Abschlußarbeiten an Schule und Universität. 2. Aufl. Dudenverlag, Mannheim 1989, ISBN 3-411-04232-X.
- Einschreibungen des Körpers in die Zeit. Strategien männlicher Selbst-Autorisierung in der anglo-amerikanischen Aufklärung. In: Ina Schabert/Barbara Schaff (Hrsg.): Autorschaft. Genus und Genie in der Zeit um 1800 (= Geschlechterdifferenz & Literatur, Bd. 1). Schmidt, Berlin 1994, S. 55–76, ISBN 3-503-03096-4.
- Körper, Gewalt und Text. Studien zur literarischen Konstruktion Amerikas (= Berliner Beiträge zur Amerikanistik, Bd. 8). John F. Kennedy-Inst. für Nordamerikastudien, Berlin 1999, ISBN 3-88646-038-X.

Außerdem weitere Aufsätze in Fachzeitschriften.